# 伦理社会主义
伦理社会主义（英語：Ethical socialism）是一种政治哲学，它以伦理和道德为基础来倡导社会主义，而不是基于消费主义、经济或利己主义的理由。它强调建立一个以利他主义、合作和社会正义为原则的道德经济，同时反对占有性个人主义。
与基于历史唯物主义、马克思主义理论和新古典经济学的社会主义不同，后者是基于经济效率或历史必然性的理由来倡导社会主义，伦理社会主义则侧重于道德和伦理方面的理由。它曾成为多个社会主义政党的官方哲学。
伦理社会主义与基督教社会主义、费边主义、行会社会主义、自由社会主义、社会民主主义改良主义以及空想社会主义有显著的重叠。在卡洛·罗塞利等政治家的影响下，社会民主党人开始完全脱离以马克思列宁主义为代表的正统马克思主义，转而拥抱伦理自由社会主义、凯恩斯主义，并更多地诉诸道德，而非任何一贯的系统性、科学或唯物主义世界观。